# Cherry Tree (Pennsylvanie)
Cherry Tree est un borough situé à l'est du comté d'Indiana, en Pennsylvanie, aux États-Unis,. En 2010, il comptait une population de 364 habitants.

## Démographie
Lors du recensement de 2010, le borough comptait une population de 364 habitants. Elle est estimée, en 2019, à 338 habitants.

### Source de la traduction
- (en) Cet article est partiellement ou en totalité issu de l’article de Wikipédia en anglais intitulé « Cherry Tree, Pennsylvania » (voir la liste des auteurs).